# Gustaf Skarsgård
Gustaf Caspar Orm Skarsgård (uitspraak: [ˈskɑːʂɡoːɖ]) (Södermalm, Stockholm, 12 november 1980) is een Zweeds acteur, zoon van Stellan Skarsgård en broer van Bill, Valter en Alexander Skarsgård, allen ook acteurs. Gustaf Skarsgårds peetoom is de acteur en regisseur Peter Stormare, een goede vriend van zijn vader.
Gustaf Skarsgård studeerde in 2003 af aan de Teaterhögskolan in Stockholm. In 2006 won hij de prestigieuze Guldbagge-prijs van het Zweedse filminstituut voor de beste mannelijke hoofdrol (als Johan Fahlén in de film Förortsungar), en in 2007 werd hij gekozen tot 'Shooting Star' van het jaar op het Filmfestival van Berlijn.

## Filmografie (onvolledig)
- 1989 - Prima ballerina (tv)
- 1989 - Täcknamn Coq Rouge
- 1994 - Min vän Percys magiska gymnastikskor
- 1995 - Sommaren
- 1996 - Skuggornas hus (tv)
- 2002 - Kontrakt
- 2002 - Den osynlige
- 2002 - Gåvan
- 2002 - Cleo (tv)
- 2003 - Ondskan
- 2003 - Detaljer
- 2003 - Swedenhielms (tv)
- 2004 - Ikke Naken
- 2004 - Babylonsjukan
- 2004 - Harry Potter en de Gevangene van Azkaban (stem van Sjaak Stuurman in de Zweedstalige versie van de film)
- 2006 - Förortsungar
- 2006 - Snapphanar (tv)
- 2007 - Arn - Tempelriddaren
- 2007 - Iskariot
- 2007 - Ratatouille (stem van Remy)
- 2007 - Pyramiden
- 2008 - Arn - Riket vid vägens slut
- 2008 - Patrik 1,5
- 2010 - Puss
- 2011 - Happy End
- 2010 - The way back
- 2012 - Kon-Tiki
- 2013 - Vikings (Floki)
- 2018 - Westworld (Karl Strand)
- 2020 - Cursed (Merlin)
- 2023 - Oppenheimer (Hans Bethe)